# Mediante
Mediante (über lateinisch medians von lateinisch medius „der Mittlere“) bezeichnete ursprünglich die dritte Stufe (Terz) einer Tonleiter als Mitte zwischen Grundton (Tonika) und Quinte (Dominante). Heute gibt es hauptsächlich zwei verschiedene Definitionen zum Begriff Mediante. Bei der ersten versteht man darunter jeden Dreiklang, der mit einem anderen Dreiklang terzverwandt ist. Auf einen C-Dur-Akkord, innerhalb der Tonart C-Dur bezogen wären dies a-Moll, A-Dur, As-Dur, as-Moll, e-Moll, E-Dur, Es-Dur und es-Moll. In anderen Harmonielehren dafür werden mit einer Mediante nur explizit die Akkorde gemeint, welche nicht-diatonisches, also nicht Leiter-eigenes Material beinhalten. Somit wären nach letzterer Definition z. B. A-Dur oder Es-Dur innerhalb der Tonart C-Dur und auf dessen tonikales Zentrum bezogen zwar Medianten, nicht aber a-Moll oder e-Moll, da sie ohne weitere Alteration aus Stammtönen der Skala C-Dur gebildet werden können. Was beide Definitionen gemein haben ist, dass man zur genaueren Bestimmung zwischen Ober-  und Untermediante (auch Submediante) unterscheidet, je nachdem ob der Grundton des terzverwandten Dreiklangs über oder unter dem Grundton des Bezugsdreiklangs liegt. Der nun folgende Abschnitt widmet sich allerdings ausschließlich der ersten Definition.

## Erläuterung
Jeder Dreiklang, dessen Grundton im Abstand einer Terz  zum Grundton eines anderen Dreiklangs steht, kann als dessen Mediante gesehen werden. Man unterscheidet dabei zwischen Kleinterz- und Großterzverwandtschaft.
Kleinterzverwandt sind alle Dur- und Molldreiklänge, deren Grundton eine kleine Terz über oder unter dem Grundton des Ausgangsdreiklanges liegen.
Dabei ist es unerheblich, ob die benötigten Dreiklangstöne in der Ausgangstonart enthalten (leitereigen) sind.
Für C-Dur sind dies:
Großterzverwandt sind demnach all diejenigen Dreiklänge, deren Grundton eine große Terz über oder unter dem Grundton des Ausgangsdreiklanges liegen. Auch hier sind alle Varianten in Dur und Moll möglich.
Besondere Bedeutung kommt dabei denjenigen Medianten zu, die ausschließlich aus dem Material der Ausgangstonleiter bestehen:
- Der (Dur- oder Moll-) Parallelklang ist die kleinterzverwandte Mediante; bei Dur eine kleine Terz unter, bei Moll eine kleine Terz über dem Grundton.
Beispiele: C-Dur ↔ a-Moll; f-Moll ↔ As-Dur; E-Dur ↔ cis-Moll; h-Moll ↔ D-Dur
- Der Gegenklang (= Gegenparallele: siehe Grafik unten) ist eine großterzverwandte Mediante; in Dur eine große Terz über, in Moll eine große Terz unter dem Grundton.
Beispiele: C-Dur ↔ e-Moll; f-Moll ↔ Des-Dur; E-Dur ↔ gis-Moll; h-Moll ↔ G-Dur

## Geschichte
Im Mittelalter war Mediante neben Mediatio und Pausa eine weitere Bezeichnung für die Mittelkadenz in der Psalmodie.
In die neuere Musiktheorie fand der Terminus Eingang durch Charles Masson, der ihn in seinem Nouveau traité des règles pour la composition (1694) für die 3. Stufe der Tonleiter (die Terz als Mitte zwischen Grundton und Quinte) benutzte. Die Bezeichnung Mediante wurde von anderen Theoretikern übernommen und war im 18. Jahrhundert weit verbreitet. Die Mediante galt als der über das Tongeschlecht entscheidende Ton (Rousseau: „...qui détermine le mode“). Rameau gebraucht den Terminus – gleichgewichtig neben note tonique, dominante und note sensible – nur in seinem Traité de l'harmonie (1722).
Mediante bezeichnete ursprünglich die 3. Stufe als Einzelton, wurde jedoch in neuerer Zeit auch für den über diesem Ton aufgebauten Dreiklang verwendet und zugleich auf alle zu einer Hauptfunktion terzverwandten Nebendreiklänge übertragen.
Im 19. Jahrhundert wurde der Begriff Mediante, der sich zunächst eher auf leitereigene Dreiklänge bezogen hatte, auch auf solche ausgeweitet, die leiterfremde Töne enthalten (z. B. E-Dur als Ober-, As-Dur als Untermediante von C-Dur). Fortan wurde der Begriff zunehmend auf diese leiterfremden Akkorde (und Tonarten) spezialisiert, so dass man z. B.  von a-Moll kaum noch als Untermediante zu C-Dur sprach, sondern dieses schlicht Tonikaparallele nannte, während die Bezeichnung Untermediante dem leiterfremden As-Dur (as-Moll) vorbehalten blieb.
In der Klassik spielte die Terzverwandtschaft im Vergleich zur Quintverwandtschaft eine eher untergeordnete Rolle und beschränkte sich weitgehend auf die terzverwandten Parallelklänge/-tonarten. Der klangliche Reiz der leiterfremden Medianten wurde dann zunehmend von den Romantikern entdeckt und ausgekostet, was Ernst Kurth veranlasste, von der Romantik als dem „Zeitalter der Terzen“ zu sprechen. Einer der Ersten (wenn nicht sogar der Erste), der in der Exposition eines in Dur stehenden Sonatenhauptsatzes den Seitensatz statt in der konventionellen Dominanttonart in der Obermedianttonart vorstellte, war Beethoven (Beispiele: erster Satz der Klaviersonate op. 31,1 und erster Satz der Waldsteinsonate).

## Medianten aus funktionstheoretischer Sicht
„Mediante“ ist im eigentlichen Sinn kein Funktionsbegriff. Meistens kommen Akkorde, die leiterfremde Töne enthalten, im Zusammenhang von Ausweichungen und Modulationen vor, so dass sie sich in der Regel auf ein vorübergehend „neues“ tonales Zentrum beziehen lassen. Zum Beispiel hat der mediantische A-Dur-Dreiklang in einem C-Dur-Zusammenhang meist die Funktion einer Zwischendominante zur Subdominantparallele d-Moll (Funktionssymbol: (D)Sp ). Oder der Mediantklang As-Dur etwa erscheint funktional als Parallele der vermollten Subdominante (Symbol: sP ). Nur wenn der zu bestimmende Akkord (z. B. es-Moll in C-Dur) als reiner Farbwechsel erscheint und nicht funktional zu deuten ist, kann der Begriff „Mediante“ anstelle einer Funktionsbezeichnung verwendet werden.
Zur funktionstheoretischen Interpretation von großterzverwandten und kleinterzverwandten Akkorden eine Übersicht am Beispiel von C-Dur:
Der Begriff Variante bezeichnet die Umwandlung des Tongeschlechts (die Variante von A-Dur ist also a-Moll und umgekehrt).
In diesem Beispiel ist
- As-Dur die Tonikavariant-Gegenparallele (auch „Tonikavariant-Gegenklang“) von C-Dur,
- A-Dur die Tonikaparallel-Variante von C-Dur,
- C-Dur die Tonika,
- Es-Dur die Tonikavariant-Parallele von C-Dur,
- E-Dur die Tonikagegenparallel-Variante (auch „Tonikagegenklang-Variante“) von C-Dur.

Am Beispiel von A-Dur soll dies erläutert werden: Die Parallele der Tonika C-Dur ist a-Moll. Die Variante von a-Moll ist A-Dur. Somit ist A-Dur die Tonikaparallel-Variante von C-Dur.
Dementsprechend ist
- as-Moll die Tonikavariant-Gegenparallel-Variante von C-Dur;
- es-Moll die Tonikavariant-Parallel-Variante von C-Dur.

Eine Möglichkeit der Klassifizierung von Medianten ist, sie nach der Zahl der mit dem Bezugsklang gemeinsamen Töne in drei Grade einzuteilen:
- Medianten 1. Grades sind demnach Akkorde mit zwei gleichen Tönen, das sind Parallel- und Gegenklang, von C-Dur also a-Moll und e-Moll.
- Medianten 2. Grades sind Akkorde mit nur einem gemeinsamen Ton, das sind einerseits die Varianten von Parallel- und Gegenklang, von C-Dur also A-Dur und E-Dur, sowie andererseits Parallel- und Gegenklang der Mollvariante, von C-Dur also As-Dur und Es-Dur.
- Medianten 3. Grades sind Akkorde mit keinem gemeinsamen Ton, von C-Dur also as-Moll und es-Moll.